# Estación Nueva (Ciudad Real)
La Estación Nueva, también denominada como la estación del parque Gasset, fue una estación ferroviaria situada en el municipio español de Ciudad Real. Levantada originalmente con motivo de la construcción de la línea Madrid-Ciudad Real, terminaría siendo sustituida por la estación de MZA.

## Historia
La estación fue construida por la Compañía de los Caminos de Hierro de Ciudad Real a Badajoz (CRB), entrando en servicio en 1879. Un año después la CRB fue anexionada por la compañía MZA, que pasó a hacerse cargo de las instalaciones. Pero esta ya poseía una estación en Ciudad Real, donde centralizó los servicios ferroviarios. Por ello, las instalaciones del parque Gasset quedaron como una estación auxiliar de MZA hasta 1935, cuando se construyó una nueva variante ferroviaria a Ciudad Real; esto significó que el antiguo acceso quedase eliminado, por lo que la estación quedó fuera de servicio.
En 1941, tras la nacionalización de la red de ancho ibérico, el edificio de viajeros pasó a integrarse en el patrimoniio de RENFE y en 2005 pasaría a manos de Adif. En la actualidad el recinto acoge una de las sedes de la Federación Castellano Manchega de Amigos del Ferrocarril.